# Polajna
Polajna este o localitate din comuna Zreče, Slovenia.